# Dedert IJs
Dedert IJs is een fabriek van ijsjes in de Nederlandse stad Roermond. Van de Europese waterijs- en vruchtenijsfabrikanten die gespecialiseerd zijn in ijsjes op een stokje is Dedert een van de grootste.

## Geschiedenis
In 1954 werd begonnen met de productie van ijslolly's in een bakkerij te Rotterdam. In 1959 werd de productie gemechaniseerd en de productie groeide snel. De distributie ging per vrachtauto. Aangezien Roermond centraal lag voor distributie in Nederland, België en Duitsland, werd het bedrijf in 1968 naar deze stad overgebracht. Sindsdien breidde de fabriek zich aanzienlijk uit.
Op 15 oktober 2024 werd bekend dat het bedrijf failliet is gegaan wegens lagere verkoopcijfers en hogere productiekosten. Er werd gezocht naar mogelijkheden voor een doorstart en eind dat jaar werd bekend dat het Franse bedrijf Yetigel International SA het bedrijf zou overnemen. De activa werden overgedragen in januari 2025.

## Producten
Dedert IJs is producent voor vele huismerken van supermarkten als Albert Heijn, Jumbo, Tesco en Carrefour, maar ook voor andere merken. De fabriek is bekend van haar raketjes, dubbellikkers, water- en vruchtenijs, ijslolly's, shuffles en regenboogijsjes. Maar ze maakt ook biologisch ijs en koosjer ijs.
In nagenoeg iedere Nederlandse supermarkt zijn haar producten te vinden. Verder exporteert het bedrijf naar veel Europese landen, zoals Groot-Brittannië, Duitsland, Frankrijk en Spanje, maar ook buiten Europa, zoals de Verenigde Staten en Nieuw-Zeeland. Dedert produceert ca. 250 miljoen ijsjes per jaar.